# Jerčič
Jerčič je priimek v Sloveniji, ki ga je po podatkih Statističnega urada Republike Slovenije na dan 1. januarja 2010 uporabljalo 34 oseb.

## Znani nosilci priimka
- Alojz (Lojzi) Jerčič - Alios (1948-2013), kipar samorastnik
- Anja Jerčič Jakob (*1975), slikarka in grafičarka
- Hinko Jerčič (*1944), novinar, literat
- Jože Jerčič - Miha (1902-1977), partizan spomeničar, polit. delavec
- Ludvik Jerčič (*1938),
- Marjana Habjanič Jerčič, slikarka samorastnica